# Tranvía de Tucson
El Tranvía de Tucson  o Sun Link es un sistema de tranvía que abastece al área metropolitana de Tucson, Arizona. Inaugurado el 25 de julio de 2014, actualmente el tranvía de Tucson cuenta con 1 línea y 22 estaciones.

## Administración
El tranvía de Tucson es administrado por Hampton Roads Transit.